# 千葉県自動車大学校
専門学校千葉県自動車大学校 （せんもんがっこうちばけんじどうしゃだいがっこう）は、千葉県千葉市にある私立専修学校。
国土交通大臣指定自動車整備士養成校。設置者は、千葉県自動車整備商工組合。

## 設置学科
- 一級自動車研究科
- 二級自動車整備科

## 所在地
- 千葉県千葉市美浜区

## 沿革
- 1970年 - 千葉県自動車整備商工組合を母体に学校設立
- 1980年 - 専修学校専門課程認可
- 2006年 - 千葉県自動車大学校へ校名変更。
- 2007年 - 一級自動車研究科が文部科学大臣告示に基づく高度専門士（工業専門課程）称号付与認可